# Shari Koch
Shari Koch (geb. 23. September 1993 in Berlin) ist eine ehemalige deutsche Eiskunstläuferin, die zusammen mit ihrem Partner Christian Nüchtern im Eistanz antrat. Sie wurden 2019 erstmals deutsche Meister im Eistanz. Bei den Juniorenweltmeisterschaften 2013 belegten sie den 8. Platz. Bei den Europameisterschaften 2019 wurden sie 15. und bei den Weltmeisterschaften im gleichen Jahr 18. Anfang 2021 gaben Koch und Nüchtern das Ende ihrer Karriere bekannt.